# Imee Ooi
Imee Ooi, su nombre en chino es Huang Huiyin (黃慧音）, es una música, productora, compositora y arregladora de origen malayo nacida en Kuala Lumpur, que compone cantos budistas tradicionales, mantras y sutras (típicamente cantados en Sánscrito, Pali, Tibetano o Mandarín y acompañados con música de partituras musicales). Oii tiene una formación de pianista clásica.

Oii trabaja actualmente para I.M.M. Musicworks desde 1997. Ha producido 21 álbumes, sus más aclamados son Siddhartha y Above full Moon.

"La música puede tocar nuestros corazones y mentes profundamente. Es un modo muy efectivo para expresar emociones, transferir mensajes y repartir esperanza. Por lo tanto aprender el Darma a través de la música y usar la música como puente para traer darma a la gente es un viaje conmovedor y lleno de alegría. Es una experiencia donde la religión, el arte y la forma de vida viene de la mano" dijo Oii sobre sus composiciones.

## Discografía
- Jayamangalagatha Mantra
- The Chant of Metta
- Great Compassionate Mantra
- Mantra of Guanyin
- Mantras of the Sanskrit
- Namo Amitabha (Mandarin)
- Diamond Sutra (Mandarin)
- Arya Ekdasa-Mukha Dharani
- Medicine Buddha Dharani
- Amitabha (Mandarin)
- Metta Sutta
- Ratana Sutta, Discourse of the Jewels
- The Wisdom of Manjusri Bodhisattva
- Series of 10 Short Mantras, Volume 1
- Series of 10 Short Mantras, Volume 2
- Series of 10 Short Mantras, Volume 3
- Series of 10 Short Mantras, Volume 4
- Tisarana
- Heart Sutra
- Om Mani Padme Hum
- Green Tara Mantra
- The Mantra of Guru Rinpoche
- Chants from Heart to Heart